# Provincia di Manu
La provincia di Manu è una delle tre province della regione di Madre de Dios in Perù.

## Capoluogo e data di fondazione
Il capoluogo è Salvación.
La provincia è stata istituita il 21 giugno 1925.

## Superficie e popolazione
- 27835,17 km²
- 17 297 abitanti (nel 2005)

## Confini
Confina a nord e ad est con la provincia di Tambopata; a sud e a ovest con la regione di Cusco.

## Geografia antropica

### Suddivisioni amministrative
Essa è divisa in quattro  distretti (comuni):
- Fitzcarrald
- Huepetuhe
- Madre de Dios
- Manu